# Femårsplan
En femårsplan (russisk: пятилетка, tr. pjatiletka) var i Sovjetunionen og andre socialistiske lande et anvendt instrument til at koordinere planøkonomien.
Den første femårsplan blev sat i værk i 1928 i Sovjetunionen og varede til 1932. I 1956 indførte man en syvårsplan, men man vendte dog hurtigt tilbage til femårsplaner. Den 12. og sidste femårsplan i Sovjetunionen varede fra 1985-1990; den efterfølgende blev pga. Sovjetunionens opløsning og efterfølgende overgang til fri markedsøkonomi afsluttet i 1991.
I det socialistiske Østtyskland (DDR) gik man efter en toårsplan 1949-1950 også over til femårsplaner.
Femårsplaner blev udfærdiget af statslige kommissioner og indeholdt vejledninger i, hvordan og hvor meget de forskellige produktionsområder skulle producere. Disse planer måtte tage højde for mange økonomiske variabler, bl.a. investeringer, priser og lønninger. De var derfor meget komplekse og uhyre detaljerede.
Også Folkerepublikken Kina strukturerede sin planøkonomi efter femårsplaner.
Argumentet for femårsplanerne var bl.a., at de frie markedskræfter ikke kunne tilvejebringe en retfærdig og ligelig fordeling af ressourcerne. Det væsentligste kritikpunkt ved planerne var, at de forhindrede konkurrence og at det grundlæggende er organisatorisk en umulighed at koordinere og planlægge noget så komplekst som et lands økonomi flere år frem i tiden.